# Erika Kirpu
Erika Kirpu, född 22 juni 1992, är en estländsk fäktare.
Kirpu var en del av Estlands lag som tog guld i lagtävlingen i värja vid olympiska sommarspelen 2020 i Tokyo.